# Syndic d'ordre professionnel
En droit québécois, un syndic d'ordre professionnel est une personne à l'emploi d'un ordre professionnel dont la tâche consiste à mener enquête sur des infractions déontologiques afin d'assurer la protection du public.
Le rôle du syndic est résumé à l'article 122 du Code des professions : 

« 122. Un syndic peut, à la suite d’une information à l’effet qu’un professionnel a commis une infraction visée à l’article 116, faire une enquête à ce sujet et exiger qu’on lui fournisse tout renseignement et tout document relatif à cette enquête. Il ne peut refuser de faire enquête pour le seul motif que la demande d’enquête ne lui a pas été présentée au moyen du formulaire proposé en application du paragraphe 9° du quatrième alinéa de l’article 12.
L’article 114 s’applique à toute enquête tenue en vertu du présent article.
Il est interdit d’exercer ou de menacer d’exercer des mesures de représailles contre une personne pour le motif qu’elle a transmis à un syndic une information selon laquelle un professionnel a commis une infraction visée à l’article 116 ou qu’elle a collaboré à une enquête menée par un syndic. »

Le choix de porter plainte devant le conseil de discipline revient généralement au syndic : 

« 123. Un syndic informe par écrit toute personne qui a demandé la tenue d’une enquête de sa décision de porter ou non une plainte devant le conseil de discipline à la suite de la demande de la tenue de l’enquête ou de sa décision de transmettre la demande au comité d’inspection professionnelle.
S’il décide de ne pas porter une telle plainte, il doit en même temps expliquer par écrit à cette personne les motifs de sa décision et l’aviser de la possibilité de demander l’avis du comité de révision.
S’il transmet la demande au comité d’inspection professionnelle, il doit, de plus, en même temps expliquer par écrit à cette personne les motifs de sa décision. »

Le droit disciplinaire a beaucoup en commun avec la procédure inquisitoire et le rôle du syndic s'apparente à celui d'un enquêteur de ce système. 

## Syndics par ordre professionnel
Comme il existe des syndics dans chaque ordre professionnel, il est possible de faire une liste des syndics de quelques-uns  des principaux ordres professionnels : 
- Syndic du Barreau du Québec [3]
- Syndic du Collège des Médecins [4]
- Syndic de l'Ordre des CPA [5]
- Syndic de l'Ordre des dentistes [6]
- Syndic de l'Ordre des traducteurs [7]
- Syndic de l'Ordre des psychologues[8]
- Syndic de l'Ordre des ingénieurs [9]
- Syndic de l'Ordre des pharmaciens du Québec [10]
- Syndic de l'Ordre des travailleurs sociaux [11]
- Syndic de l'Ordre des audioprothésistes [12]
- Syndic de l'Ordre des infirmières du Québec [13]